# Coefficient d'épreuve
Le coefficient d'épreuve est la valeur par laquelle on multiplie la charge nominale ou charge maximale d'utilisation lors d'un essai en charge d'une structure ou d'une machine.
Par exemple, un arrêté du 18 décembre 1992 définit les coefficients d'épreuve applicables aux moyens de levage. On distingue alors :
- un coefficient d'épreuve statique (pour vérification de la tenue mécanique),
- un coefficient d'épreuve dynamique (pour vérification du bon fonctionnement de la machine et des éléments de sécurité sur l'ensemble du domaine d'utilisation[2]).